# Pohár UEFA 1971/1972
Sezóna 1971/72 Poháru UEFA byla 14. ročníkem tohoto poháru a zároveň prvním pod tímto názvem. Vítězem se stal tým Tottenham Hotspur FC.

## První kolo
| Domácí v 1. zápase      | Celkem   | Hosté v 1. zápase       | 1. zápas | 2. zápas |
| ----------------------- | -------- | ----------------------- | -------- | -------- |
| Hertha BSC              | 7–2      | Elfsborg                | 3–1      | 4–1      |
| Dundee FC               | 5–2      | AB                      | 4–2      | 1–0      |
| Rosenborg BK            | 4–0      | HIFK Helsinki           | 3–0      | 1–0      |
| Vasas                   | 2–1      | Shelbourne              | 1–0      | 1–1      |
| Glentoran FC            | 1–7      | Eintracht Braunschweig  | 0–1      | 1–6      |
| Keflavík                | 1–15     | Tottenham Hotspur FC    | 1–61     | 0–9      |
| Celta de Vigo           | 0–3      | Aberdeen FC             | 0–2      | 0–1      |
| Den Haag                | 7–2      | Aris Bonnevoie          | 5–0      | 2–2      |
| Wolverhampton Wanderers | 7–1      | Académica Coimbra       | 3–0      | 4–1      |
| Saint-Étienne           | 2–3      | Köln                    | 1–1      | 1–2      |
| Lugano                  | 1–3      | Legia Warszawa          | 1–3      | 0–0      |
| FC Porto                | 1–3      | Nantes                  | 0–2      | 1–1      |
| Hamburg                 | 2–4      | St. Johnstone           | 2–1      | 0–3      |
| Southampton FC          | 2–3      | Athletic Bilbao         | 2–1      | 0–2      |
| Bologna                 | 3–1      | RSC Anderlecht          | 1–1      | 2–0      |
| SSC Neapol              | 1–2      | Rapid Bucureşti         | 1–0      | 0–2      |
| Vitória de Setúbal      | (v)2–2   | Nîmes Olympique         | 1–0      | 1–2      |
| Atlético Madrid         | 2–2(v)   | Panionios               | 2–1      | 0–1      |
| Carl Zeiss Jena         | 4–3      | Lokomotiv Plovdiv       | 3–0      | 1–3      |
| FC Basel 1893           | 2–4      | Real Madrid             | 1–2      | 1–2      |
| Marsa                   | 0–11     | Juventus FC             | 0–6      | 0–5      |
| Dinamo Záhřeb           | 8–2      | Botev Vratsa            | 6–1      | 2–1      |
| UTA Arad                | 5–4      | Austria Salzburg        | 4–1      | 1–3      |
| Fenerbahçe SK           | 2–4      | Ferencváros             | 1–1      | 1–3      |
| AC Milán                | 7–0      | Digenis Akritas Morphou | 4–0      | 3–0      |
| FK Spartak Moskva       | 3–2      | FC VSS Košice           | 2–0      | 1–2      |
| OFK Bělehrad            | 6–3      | Djurgårdens IF          | 4–1      | 2–2      |
| FK Željezničar Sarajevo | 4–3      | Club Brugge KV          | 3–0      | 1–3      |
| PSV                     | (kont.)2 | Hallescher              | 0–0      |          |
| Zagłębie Wałbrzych      | 4–2      | Union Teplice           | 1–0      | 3–2      |
| Lierse SK               | 4–2      | Leeds United FC         | 0–2      | 4–0      |
| Rapid Wien              | (kont.)3 | KF Vllaznia             |          |          |

1 Hráno v Reykjavíku.

2 Hallescher se vzdal účasti po prvním zápase.

3 Vllaznia Shkodër se vzdala účasti.

## Druhé kolo
| Domácí v 1. zápase      | Celkem   | Hosté v 1. zápase       | 1. zápas | 2. zápas |
| ----------------------- | -------- | ----------------------- | -------- | -------- |
| Rosenborg BK            | 4–4(v)   | Lierse SK               | 4–1      | 0–3      |
| Rapid Bucureşti         | 4–2      | Legia Warszawa          | 4–0      | 0–2      |
| Köln                    | 4–5      | Dundee FC               | 2–1      | 2–4      |
| Den Haag                | 1–7      | Wolverhampton Wanderers | 1–3      | 0–4      |
| FK Željezničar Sarajevo | (v)3–3   | Bologna                 | 1–1      | 2–2      |
| Nantes                  | 0–1      | Tottenham Hotspur FC    | 0–0      | 0–1      |
| Eintracht Braunschweig  | 4–3      | Athletic Bilbao         | 2–1      | 2–2      |
| St Johnstone            | 2–1      | Vasas                   | 2–0      | 0–1      |
| FK Spartak Moskva       | 0–4      | Vitória de Setúbal      | 0–0      | 0–4      |
| AC Milán                | 5–4      | Hertha BSC              | 4–2      | 1–2      |
| OFK Bělehrad            | 1–5      | Carl Zeiss Jena         | 1–1      | 0–4      |
| Zagłębie Wałbrzych      | 2–3      | UTA Arad                | 1–1      | 1–2      |
| Dinamo Záhřeb           | 2–2(v)   | Rapid Wien              | 2–2      | 0–0      |
| Real Madrid             | 3–3(v)   | PSV                     | 3–1      | 0–21     |
| Juventus FC             | 3–1      | Aberdeen FC             | 2–0      | 1–1      |
| Ferencváros             | (kont.)2 | Panionios               | 6–0      |          |

1 Hráno v 's-Hertogenboschi.

2 Panionios byl diskvalifikován kvůli řádění fanoušků.

## Třetí kolo
| Domácí v 1. zápase     | Celkem | Hosté v 1. zápase       | 1. zápas | 2. zápas |
| ---------------------- | ------ | ----------------------- | -------- | -------- |
| AC Milán               | 3–2    | Dundee FC               | 3–0      | 0–2      |
| Carl Zeiss Jena        | 0–4    | Wolverhampton Wanderers | 0–1      | 0–3      |
| Eintracht Braunschweig | 3–6    | Ferencváros             | 1–1      | 2–5      |
| PSV                    | 1–4    | Lierse SK               | 1–0      | 0–4      |
| Rapid Wien             | 1–5    | Juventus FC             | 0–1      | 1–4      |
| St. Johnstone          | 2–5    | FK Željezničar Sarajevo | 1–0      | 1–5      |
| Tottenham Hotspur FC   | 5–0    | Rapid Bucureşti         | 3–0      | 2–0      |
| UTA Arad               | 3–1    | Vitória de Setúbal      | 3–0      | 0–1      |

## Čtvrtfinále
| Domácí v 1. zápase | Celkem    | Hosté v 1. zápase       | 1. zápas | 2. zápas |
| ------------------ | --------- | ----------------------- | -------- | -------- |
| AC Milán           | 3–1       | Lierse SK               | 2–0      | 1–1      |
| UTA Arad           | 1–3       | Tottenham Hotspur FC    | 0–2      | 1–1      |
| Ferencváros        | (pen.)3–3 | FK Željezničar Sarajevo | 1–2      | 2–1      |
| Juventus FC        | 2–3       | Wolverhampton Wanderers | 1–1      | 1–2      |

## Semifinále
| Domácí v 1. zápase   | Celkem | Hosté v 1. zápase       | 1. zápas | 2. zápas |
| -------------------- | ------ | ----------------------- | -------- | -------- |
| Tottenham Hotspur FC | 3–2    | AC Milán                | 2–1      | 1–1      |
| Ferencváros          | 3–4    | Wolverhampton Wanderers | 2–2      | 1–2      |

## Finále
| Domácí v 1. zápase      | Celkem | Hosté v 1. zápase    | 1. zápas | 2. zápas |
| ----------------------- | ------ | -------------------- | -------- | -------- |
| Wolverhampton Wanderers | 2–3    | Tottenham Hotspur FC | 1–2      | 1–1      |

## Vítěz
| Pohár UEFA 1971/72 Tottenham Hotspur FC Pat Jennings, Joe Kinnear, Cyril Knowles, Alan Mullery , Mike England, Phil Beal, Alan Gilzean, Steve Perryman, Martin Chivers, Martin Peters, Ralph Coates, Ray Evans, Barry Daines, Terry Naylor, John Pratt, Jimmy Pearce Trenér: Bill Nicholson |